# I polimorfi
I polimorfi (The Silkie), pubblicato anche come Il segreto dell'ultrauomo, è un romanzo di fantascienza del 1969 dello scrittore canadese, naturalizzato statunitense, A. E. van Vogt.

## Storia editoriale

### Racconti
Il romanzo, come altri dell'autore, è un adattamento di racconti scritti in precedenza ai quali è stato aggiunto un prologo: Prologue to "The Silkie", pubblicato autonomamente nel 1976.
Capitoli 1-8Questi capitoli sono costituiti dalla rielaborazione del racconto The Silke, originariamente pubblicato nel numero del luglio 1964 della rivista If; nell'ottobre dello stesso anno una traduzione in italiano di Beata Della Frattina, intitolata I Polimorfi, è stata inserita nell'antologia I Polimorfi e altri racconti, pubblicata dalla Arnoldo Mondadori Editore nel n. 352 della collana Urania.
Capitoli 9-22Questi capitoli sono costituiti dalla rielaborazione del racconto Silkies in Space, originariamente pubblicato nel numero del maggio 1966 della rivista If; una traduzione di G. P. Sandri intitolata Silky dello spazio fu pubblicata dalla Armenia Editore come parte dell'antologia personale Il meglio di A. E. Van Vogt. Una grande antologia personale. 12 racconti (The Best of A. E. Van Vogt, 1974), nel 1978 nel volume n. 9 della collana Robot Speciale e di nuovo nel 1980 nel volume n. 17 della collana Raccolta Robot.
Capitoli 23-33Questi capitoli sono costituiti dalla rielaborazione del racconto Enemy of the Silkies,  originariamente pubblicato nel numero del ottobre 1967 della rivista If.

### Romanzo
Fu pubblicato per la prima volta nel 1969 dalla Ace Books.
La traduzione in italiano di Alda Carrer intitolata Il segreto dell'ultrauomo fu pubblicata dalla Editrice Il Picchio nel 1977 nel volume n. 238 della collana I Grandi della Fantascienza, e di nuovo nel 1980 nel volume n. 10 della collana Raccolta "Spazio 2000".
Una traduzione in italiano di Luigi Cozzi intitolata I polimorfi fu pubblicata nel 1980 dalla Libra Editrice nel volume n. 47 della collana I Classici della Fantascienza, nel 1993 dalla Fanucci Editore nel volume n. 22 della collana Biblioteca di Fantascienza e nel 1995 dalla Compagnia del Fantastico.Gruppo Newton nel volume n. 36 della collana Il Fantastico Economico Classico.

## Trama
Nat Cemp è un polimorfo, un mutante nato da una progenie sorta 2 secoli prima, tra una donna umana e un mutante creato in laboratorio. Durante uno dei suoi viaggi esplorativi nello spazio siderale (in quanto il compito dei polimorfi è proteggere l'umanità), incontra una navicella di V (degli umani mutati ma non completamente come polimorfi). La richiesta della navicella di V è semplice, vogliono che lui decida se uccidere o meno uno di loro, in quanto dotato di una mutazione in grado di cambiare gli equilibri della pace instaurata fra umani e polimorfi.
Cemp accetta suo malgrado il compito. Trovatosi di fronte a un ragazzino che sostiene di essere suo figlio, decide di prendere tempo e tornare sul pianeta terra per confrontarsi con i suoi superiori.
Dopo alcune ricerche, viene scoperto che il ragazzino non è altri che un alieno di Kimbadine (una specie cannibale), in grado di tramutarsi in qualsiasi essere. Cemp deciso nell'eliminare l'alieno cannibale, lo attira in un'imboscata e lo fa disintegrare da altri Polimorfi, liberando così anche i V schiavi dell'alieno.
Durante un altro viaggio spaziale, si scontra con un'entità titanica, un Glis, nata agli albori della creazione dell'universo. Un mostro a forma di asteroide in grado di rapire interi mondi e di inglobarli al suo interno rimpicciolendoli. Durante lo scontro con l'entità, Cemp conosce altri polimorfi come lui e apprende che i polimorfi, non sono una mutazione creata dall'uomo, bensì creature venute dallo spazio! Durante lo scontro con l'antichissima creatura, riesce a farla evolvere e il Glis si trasforma in un sole, creando così un sistema planetario di cui la terra e tutti i pianeti rapiti entrano a fare parte.
Tutto questo conduce però a una importante complicazione, il nuovo sistema planetario è posizionato a pochi anni luce dai Nijjan, i più antichi e acerrimi nemici dei Polimorfi.
Cemp, dopo essersi scontrato con uno di loro e aver utilizzato tutte le risorse a lui note e apprese dopo lo scontro con l'alieno di Kimbadine e il Glis, riesce a sconfiggere il nemico, utilizzando una tecnica di teletrasporto temporale anziché spaziale.
Così facendo, regredisce il tempo all'origine dell'universo, per poi "ricostruirlo" come a lui noto, però senza le specie di Kimbadine, i Nijjan e il Glis.